# Солодченко Сергій Вікторович
Солодченко Сергій Вікторович (нар. 13 жовтня 1975 року, м. Олександрівськ, Луганська обл.) — державний службовець, виконувач обов’язки Голови Державної фіскальної служби України з 19 березня 2020 року по 25 листопада 2020 року

## Життєпис
Сергій Солодченко народився 13 жовтня 1975 року у місті Олександрівськ. Закінчив Луганський інститут внутрішніх справ МВС України за спеціальністю «Правознавство».
Після навчання став слідчим та старшим слідчим Артемівського райвідділу Луганського міського управління УМВС України. З 2002 до 2012 року проходив службу на посадах начальницького складу у слідчих підрозділах ДПА, а згодом, понад рік, на керівних посадах слідчих підрозділів ДПС та ГУ Міндоходів у Луганській області.
З липня 2013 по квітень 2014 проходив службу у Головному слідчому управлінні фінансових розслідувань Міністерства доходів і зборів України.
З квітня по липень 2014 року Солодченко служив в зоні проведення АТО. Після повернення став першим заступником начальника Головного слідчого управління фінансових розслідувань Державної фіскальної служби України.
З грудня 2015 по серпень 2016 займався приватною адвокатською діяльністю.
У серпні 2016 року Сергій Солодченко почав працювати начальником Слідчого управління фінансових розслідувань Головного управління ДФС у м. Києві, а через рік і чотири місяці очолив Головне слідче управління фінансових розслідувань Державної фіскальної служби України.
В період з травня по червень 2019 року проходив службу в зоні проведення ООС.
У 2019 році закінчив Київський національний університет ім. Тараса Шевченка за спеціальністю «Фінанси, банківська справа та страхування».
У цьому ж році  здобув науковий ступінь кандидата юридичних наук.
У березні 2020 року був призначений на посаду першого заступника Голови Державної фіскальної служби України.
З 19 березня 2020 по 26 листопада 2020 — виконувач обов’язки Голови Державної фіскальної служби України.
Член Національної ради з питань антикорупційної політики (з 1 червня 2020). Генерал-майор податкової міліції.

## Робота у ДФС України
Сергій Солодченко, у якості експерименту, оприлюднив свій особистий телефон, на який можна повідомляти про недоброчесну поведінку співробітників податкової міліції під час проведення ними оперативно-слідчих дій.
Сергій Солодченко ініціював масштабні кадрові зміни.
Сергій Солодченко, на посаді в.о. Голови ДФС, виступив з ініціативою створення в Україні єдиного державного органу з профілактики і подолання економічної злочинності.
Також ініціював перейменування ДФС в Службу податкових розслідувань, яка діятиме до того часу, поки не буде створено принципово новий державний орган, що займатиметься боротьбою з фінансовими злочинами.
Запровадив ряд обмежень при проведені слідчих дій та оперативних заходів.
Підтримав запровадження криміналізації за контрабанду підакцизної групи товарів.
Посилив громадський контроль за діяльністю податкової міліції шляхом підписання Меморандуму про співпрацю між Громадською спілкою "Антикорупційна спільнота України" та Державною фіскальною службою України .
Сергій Солодченко запропонував позбавляти ліцензій за надання недостовірних даних стосовно місць зберігання тютюнових виробів, а також виступив за запровадження прямої заборони торгівлі спиртом, алкогольними напоями та тютюновими виробами через мережу Інтернет.
За керівництва Сергія Солодченка, у ДФС запроваджено інститут кримінальних проступків та здійснення їх розслідування у формі дізнання Проведено власне опитування думки українців щодо рівня довіри до податкової міліції.

## Наукова діяльність
Має публікації у наукових фахових виданнях.
1. Солодченко С.В. Понятийная сущность самоконтроля субъектов хозяйствования (правовой аспект)[15].
2. Солодченко С.В. Самоконтроль за якістю продукції та недержавний нагляд за повноваженнями виробника[16].
3. Солодченко С.В. Змістовно-функціональна сутність самоконтролю у сфері господарювання[17].
4. Солодченко С.В. Нормативно-правове опосередкування субінституту самоконтролю у сфері господарювання[18].
5. Солодченко С.В. Контроль за договірною дисципліною (у теорії та на практиці)[19].
6. Солодченко С.В. Функціональна спроможність суб’єктів господарювання у здійсненні контролю: правове опосередкування[20].

## Зовнішні посилання
- Біографія на офіційному вебпорталі Державної фіскальної служби України
- Перелік наукових праць Сергія Солодченка
- Голова ДФС: Цього року ми вилучили контрафактних сигарет на 94% більше, ніж минулого
- Последний налоговый милиционер: Интервью о взятках, схемах и полной ликвидации